# Jacques Charrier
Jacques Charrier (Metz, 6 de novembro de 1936) é um ator e produtor de cinema, comediante teatral, pintor e ceramista francês, mais notório por ter sido casado com a atriz Brigitte Bardot entre 1959 e 1962, com quem tem um filho, Nicolas-Jacques Charier.

## Biografia
Filho de militar e um entre sete irmãos, Charrier começou seu interesse pelas artes com 17 anos, ao estudar cerâmica na Escola de Belas Artes de Estrasburgo. Em 1956, um professor do Conservatório de Montpellier lhe ofereceu um papel num filme local, e o sucesso de Jacques lhe fez ir a Paris tentar uma carreira no cinema, com apenas 20 anos.
Entre 1957 e 1959 ele fez pequenos papéis no teatro até conhecer Brigitte Bardot, que impôs seu nome ao diretor Christian-Jacque no filme Babette Vai à Guerra. Durante as filmagens os dois se apaixonaram, ele com 23 anos e Bardot com 25, e casaram-se em 18 de junho de 1959, uma união que teve grande cobertura da mídia internacional.
Com a dedicação exclusiva de Bardot a carreira sem que ele conseguisse o mesmo sucesso, o casamento terminou oficialmente em meados de 1962 e Jacques obteve a guarda do filho nascido em 1960 e que passou a ser criado por sua família. Em 1969 fundou uma pequena produtora, destinada a produzir filmes de pequeno orçamento, mas o fracasso da iniciativa o fez abandonar o mundo do cinema em 1970, aos 34 anos de idade.
Jacques passou e dedicar-se a pintura e a cerâmica a partir dos anos 80, e tem feito exposições na França de sua arte nos últimos anos. Em 1997 publicou um livro, Ma réponse à Brigitte Bardot (Minha resposta a Brigitte Bardot), numa tentativa de dar sua versão dos fatos narrados no livro de memórias da atriz, Initiales BB, contra quem ele moveu um processo bem sucedido de perdas e danos por violação de sua vida privada com ela.